# Противоположность секса
«Противополо́жность се́кса» (англ. The Opposite of Sex) — американский фильм 1998 года, режиссёра Дона Руса. В главных ролях снялись Кристина Риччи, Мартин Донован и Лиза Кудроу.

## Сюжет
Диди Трюитт (Кристина Риччи), манипулятивный и циничный подросток, сбегает с похорон отчима и поселяется в доме своего двоюродного брата Билли (Мартин Донован), гея и учителя в округе Сант-Джозеф, Индиана.
Диди соблазняет молодого любовника Билли, Мэтта (Иван Сергей). Вскоре она обнаруживает, что беременна, но скрывает, что настоящим отцом ребёнка является её бывший бойфренд Рэнди Кейтс (Уильям Ли Скотт). Вместе они тайно сбегают, оставляя Билла и встревоженную Люсию (Лиза Кудроу), сестру умершего друга Билли, гадать об их местонахождении. Тем временем Джейсон Бок обдумывает план шантажа своего бывшего любовника, намереваясь обвинить его в сексуальном насилии.

## Актёрский состав
- Кристина Риччи — Диди Трюитт
- Мартин Донован — Билл Трюитт
- Лиза Кудроу — Люша Делури
- Лайл Ловетт — Карл Триппетт
- Джонни Галэки — Джейсон Бок
- Уильям Ли Скотт — Рэнди Кейтс
- Иван Сергей — Мэтт Матео
- Колин Фергюсон — Том Делури
- Дэн Букатинский — Тимоти

## Отзывы
В Северной Америке фильм собрал в прокате $5 881 367 (за уик-энд $20 477). Джанет Маслин в The New York Times назвала картину «радостной и едкой комедией». Игра Кристины Риччи, номинированной на премию «Золотой глобус», была хорошо оценена критиками, как и игра Лизы Кудроу, номинированной на Премию «Независимый дух» за лучшую женскую роль второго плана. Роджеру Эберту понравилось закадровое повествование фильма Риччи. На сайте Rotten Tomatoes картина получила рейтинг в 83 %. На Metacritic фильм получил 8,7 баллов из 10.

## Награды и номинации
- 1999 — номинация на премию «Золотой глобус» за лучшую женскую роль — комедия или мюзикл (Кристина Риччи)
- 1999 — две премии «Независимый дух»: лучший дебютный фильм (Дон Рус, Дэвид Пол Киркпатрик, Майкл Бесман), лучший сценарий (Дон Рус), а также две номинации: лучшая женская роль (Кристина Риччи), лучшая женская роль второго плана (Лиза Кудроу)
- 1999 — премия «Спутник» за лучшую женскую роль — комедия или мюзикл (Кристина Риччи)
- 1999 — номинация на премию Гильдии сценаристов США за лучший оригинальный сценарий (Дон Рус)
- 1998 — две премии Национального совета кинокритиков США: лучшая женская роль второго плана (Кристина Риччи), особое упоминание

## Производство
Работы над фильмом начались 8 июня 1997 года со съёмки сцены с Кудроу и Донованом в библиотеке. Впоследствии сцена была удалена из прокатной версии.